# Skanseparken (Trondheim)
Skanseparken er en park ved Skansen og Nidareid vest for Midtbyen i Trondheim. Parken blev anlagt i 1880'erne på området ved festningsanlægget Skansevollene.
Parken er delt i to af Trondhjem–Størenbanen, som fik ny trassé over Skansen i 1880 med endestation på Brattøra. Parken er omkranset af gaderne Kongens gate i syd, Østre Ila i vest, Nedre Ila i nord og Voldgata i øst. I tilknytning til stierne i Skansenparken ligger både Skansen restaurant, Svingbrua og Skansen Station. Helt nordøst mod Vestre kanalhavn går stien under jernbanebrøn Skansen bru og ender i Sandgata. 
Syd for Kongens gate ligger Ilen kirke og Dronningens bastion med grønne områder omkring kirken. I Skanseparken mod Kongens gate står også bronzeskulpturen Ilapiken (Ilapigen) fra 1964, udformet af billedhuggeren Arne Durban. Under Trøndelagsutstillingen 1930 blev der opstillet pavilloner i dele af Skanseparken som blev brugt t til fiskeriudstilling.